# کاترین دنو
کاترین دِنُوْ (به فرانسوی: Catherine Deneuve) (زادهٔ ۲۲ اکتبر ۱۹۴۳) هنرپیشه، خواننده، مدل و تهیه‌کننده فرانسوی است. وی به خاطر به‌ تصویر کشیدن شخصیت‌هایی سرد، منزوی و دارای زیبایی اسرارآمیز در فیلم‌های کارگردانانی همچون لوئیس بونوئل، فرانسوا تروفو و رومن پولانسکی شناخته شده‌است.

## زندگی و جایزه‌ها
دونو از دههٔ ۱۹۶۰ یکی از مهم‌ترین بازیگران سینمای فرانسه است و پشت سر هم در حال بازی در فیلم‌های مختلف بوده و برای معرفی آنها به سراسر جهان سفر کرده‌است.
کاترین دِنُو تا امروز ۱۴ بار نامزد جایزهٔ سزار بوده‌است که در سال ۱۹۸۰ برای بازی در فیلم آخرین مترو و در سال ۱۹۹۳ برای فیلم هند و چین برندهٔ این جایزه شده‌است. همچنین هند و چین فیلمی بود که وی، تنها نامزدی اسکارش را برای آن کسب کرد. او هم چنین نامزد دریافت جایزه بفتا برای فیلم بل دوژو بوده‌است.
برخی از افتخارات کاترین دِنُو به‌شرح ذیل است:
| سال  | رتبه                                                | نام فیلم      |
| ---- | --------------------------------------------------- | ------------- |
| ۱۹۶۸ | نامزد بهترین بازیگر زن جایزه بفتا                   | زیبای روز     |
| ۱۹۸۱ | برنده بهترین بازیگر زن جایزه سزار                   | آخرین مترو    |
| ۱۹۹۳ | نامزد بهترین بازیگر زن جایزه اسکار                  | هند و چین     |
| ۱۹۹۳ | برنده بهترین بازیگر زن جایزه سزار                   | هند و چین     |
| ۱۹۹۸ | برندهٔ خرس طلایی یک عمر بازیگری جشنواره برلین        |               |
| ۱۹۹۸ | برنده بهترین بازیگر زن جشنواره فیلم ونیز            | Place Vendôme |
| ۲۰۰۲ | برندهٔ خرس طلایی بهترین بازیگر زن جشنواره فیلم برلین | ۸ زن          |
| ۲۰۰۵ | برنده نخل طلای یک عمر بازیگری جشنواره فیلم کن       |               |

دنو در سال ۲۰۰۸ در صدُمین فیلمش با نام «Un conte de Noël» بازی کرد.
در سال ۲۰۱۸ کاترین دنو همراه با ۹۹ زن فرانسوی دیگر نامه سرگشاده‌ای نوشتند و از جوانب فرعی جنبش می تو گلایه کردند و از حق مردان برای وسوسه و اغوای زنان و «از راه به در کردنشان» دفاع کردند.

## بخشی از فیلم‌شناسی
- چترهای شربورگ (۱۹۶۴)
- انزجار (فیلم) (۱۹۶۵)
- زیبای روز[پانویس ۱] (۱۹۶۷)
- بنجامین (فیلم) (۱۹۶۸)
- مانون ۷۰[پانویس ۲] (۱۹۶۸)
- مایرلینگ (۱۹۶۸)
- گول‌خوردگان[پانویس ۳] (۱۹۶۹)
- پری دریایی می‌سی‌سی‌پی[پانویس ۴] (۱۹۶۹)
- تریستانا (۱۹۷۰)
- یک پلیس (۱۹۷۲)
- بزرگترین رویداد بعد از فرود بشر بر کره ماه[پانویس ۵] (۱۹۷۳)
- زنی با چکمه های قرمز (١٩٧۴)
- به پیش یا بمیر[پانویس ۶] (۱۹۷۷)
- کلبه ساحلی (۱۹۷۷)
- آخرین مترو (۱۹۸۰)
- شوک (فیلم ۱۹۸۲) (۱۹۸۲)
- گرسنگی (فیلم ۱۹۸۳) (۱۹۸۳)
- فورت ساگان (۱۹۸۴)
- صحنه جرم (۱۹۸۶)
- هند و چین (فیلم) (۱۹۹۲)
- فصل دلخواه من (۱۹۹۳)
- صد و یک شب (فیلم) (۱۹۹۵)
- صومعه (۱۹۹۵)
- دزدی‌ها (فیلم ۱۹۹۶) (۱۹۹۶)
- پولا ایکس (۱۹۹۹)
- زمان دوباره به دست آمد (۱۹۹۹)
- رقصنده در تاریکی (۲۰۰۰)
- تفنگدار (۲۰۰۱)
- ۸ زن (فیلم) (۲۰۰۲)
- من دارم به خونه می‌روم (۲۰۰۲)
- یک تصویر ناطق (۲۰۰۳)
- جراحی پلاستیک (مجموعه تلویزیونی) (۲۰۰۶)
- پرسپولیس (فیلم) (۲۰۰۷)
- محبوب (فیلم ۲۰۱۱) (۲۰۱۱)
- خدا عاشق خاویار است (۲۰۱۲)
- خطوط ولینگتون (۲۰۱۲)
- استریکس و اوبلیکس: خدا حافظ خاک بریتانیا (۲۰۱۲)
- عهد کاملاً جدید (۲۰۱۵)
- سربلند (فیلم) (۲۰۱۵)
- حقیقت (۲۰۱۹)
- گناه و تقوی
- موضوع مقاومت[پانویس ۷]
- اژان[پانویس ۸]
- وحشی[پانویس ۹]
- بنجامین: خاطرات یک مرد باکره[پانویس ۱۰]
- برای دیگران اتفاق می‌افتد[پانویس ۱۱]
- روح گمشده[پانویس ۱۲]
- همدم مرد[پانویس ۱۳]
- تپش قلب
- تهاجم